# Flora Lapponica
Flora Lapponica – jedno z dzieł Linneusza. Napisał on tę książkę tuż po powrocie z wyprawy do Laponii. Opisał tam rzadkie gatunki takie jak zimoziół północny Linnaea borealis, a także życie codzienne Lapończyków, opatrzył ją także własnoręcznymi rycinami. Książka opierała się na jego dzienniku z podróży, gdzie Linneusz opisał między innymi zabytkową wioskę kościelną w Piteå (Ojebyn). Flora Lapponica cieszyła się dużym sukcesem. Karol Linneusz napisał ją mając 25 lat.